# Chodov u Domažlic
Chodov (deutsch: Meigelshof) ist eine Gemeinde mit 663 Einwohnern im Okres Domažlice in Tschechien. Sie liegt acht Kilometer westlich von Domažlice am Rande des Böhmerwaldes unweit der deutschen Grenze bei Waldmünchen.
Chodov ist eines der elf Dörfer des Chodenlandes. Südwestlich des Ortes befindet sich der 1042 m hohe Čerchov (Schwarzkopf).

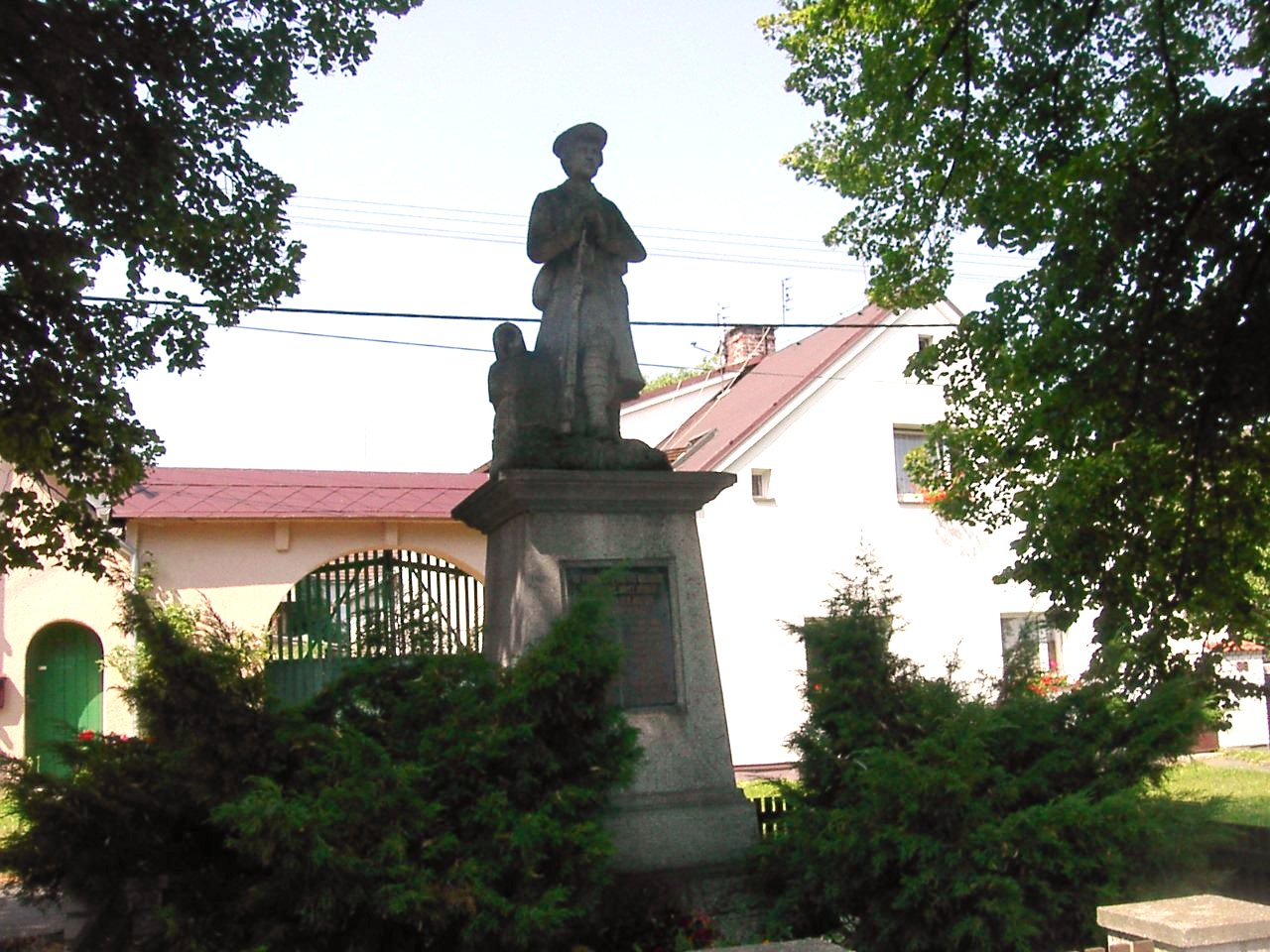
Statue von Jan Hus in Chodov

Im Ort befinden sich zwei Steinkreuze. Das eine kennzeichnet das Grab eines russischen Militärangehörigen aus der Zeit der napoleonischen Kriege, das andere stammt aus dem Jahr 1674.
Obwohl das Dorf überwiegend tschechischsprachig war, wurde es 1938 an Deutschland angegliedert. 1939 lebten in dem Dorf 635 Einwohner. Von 1940 bis 1945 gehörte die Gemeinde zum bayerischen Landkreis Waldmünchen.